# Diacamma baguiense
Diacamma baguiense é uma espécie de formiga do gênero Diacamma, pertencente à subfamília Ponerinae.